# Kirdorf
Kirdorf ist ein Stadtteil und Ortsbezirk im Norden der Stadt Bad Homburg vor der Höhe im südhessischen Hochtaunuskreis, nordwestlich von Frankfurt am Main.

## Geschichte
Die historischen Spuren in der Kirdorfer Gemarkung reichen zurück bis in die Keltenzeit: Noch heute sind Hügelgräber im Hardtwald erhalten. Aus der Römerzeit wurde ein Brandgrab gefunden; eine villa rustica wird vermutet, lässt sich aber bisher archäologisch nicht nachweisen. Ebenso wenig gibt es Hinweise auf eine frühe fränkische Gründung, denn weder wurden fränkische Reihengräber gefunden noch steht der Name des Dorfes in irgendeiner Beziehung zur fränkischen Landnahme. Auch der überlieferte Flurname „Hostatt“ verweist aller Wahrscheinlichkeit nach nicht auf eine adlige „Hofstatt“, sondern auf eine „Hochstatt“ in dem damaligen Sumpfgebiet des heute kanalisierten Kirdorfer Bachs.
Der auf die Franken zurückgehende Ortsname kommt von Kirchdorf. Es darf davon ausgegangen werden, dass die Franken in jedem ihrer Gaue einen kirchlich bedeutsamen Ort „Kirchdorf“ nannten. Der heutige Ortsteil von Bad Homburg besaß vermutlich diese Funktion im Niddagau. Grundmauern eines romanischen Kirchleins wurden im 19. Jahrhundert am Rabenstein gefunden. Im Laufe der Zeit wandelte sich der Ortsname in die heutige Form.
Die erste schriftliche Erwähnung der „villa Kirchdorph“ im Niddagau stammt aus dem Jahr 892 und befindet sich im Lorscher Codex. Ihr zufolge schenkten Alolf und Huda am 17. November 892 ihren dortigen Besitz zusammen mit 58 Hörigen dem Benediktinerkloster Lorsch an der Bergstraße. Die Benennung des Dorfes und die Lage der Kirche auf der höchsten Stelle inmitten des Ortes geben Anlass zu der Annahme, die Siedlung habe schon länger um ein heidnisches Heiligtum bestanden, das dann durch eine christliche Kirche ersetzt wurde – eine gängige Praxis in der Zeit der Ausbreitung des Christentums im Frankenreich und in diesem Fall verbunden mit einer Umbenennung des Ortes, der nun durch die Kirche hervorgehoben wurde. Auch diese Schlussfolgerung lässt sich allerdings bisher nicht objektiv bestätigen.
Im Laufe seiner weiteren Geschichte unterstand Kirdorf wiederholt dem Erzbistum Mainz, wurde aber während der Reformation unter der Herrschaft der Grafen von Stolberg zeitweilig lutherisch.

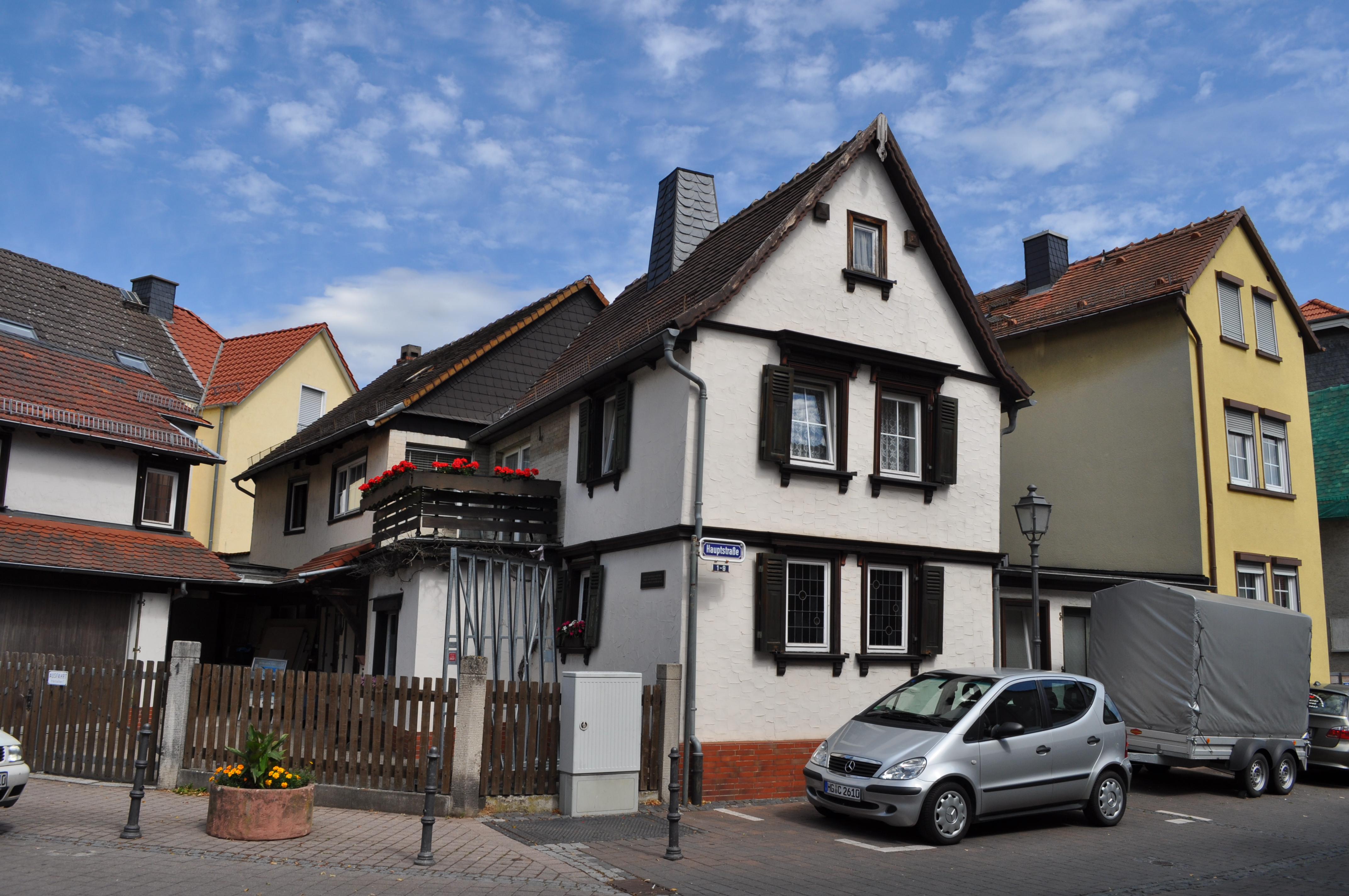
Das einzige Haus, das den Brand von 1622 überstand

Während des Dreißigjährigen Krieges brannten Truppen des Herzogs Christian von Braunschweig-Wolfenbüttel den nun wieder katholisch gewordene Ort am 7. Juni 1622 nieder. Lediglich ein Haus überstand diesen Brand unversehrt. Da im gleichen Jahr auch noch die vorwiegend protestantisch-calvinistisch geprägte Landgrafschaft Hessen-Homburg begründet wurde, glich Kirdorf bald einer katholischen Insel in protestantischem Umfeld. Dies prägte die Bevölkerung nachhaltig. Im Reichsdeputationshauptschluss von 1803 wurde Kirdorf zunächst den Fürsten von Nassau-Usingen zugesprochen, gelangte dann aber durch Tausch selbst zur Landgrafschaft.

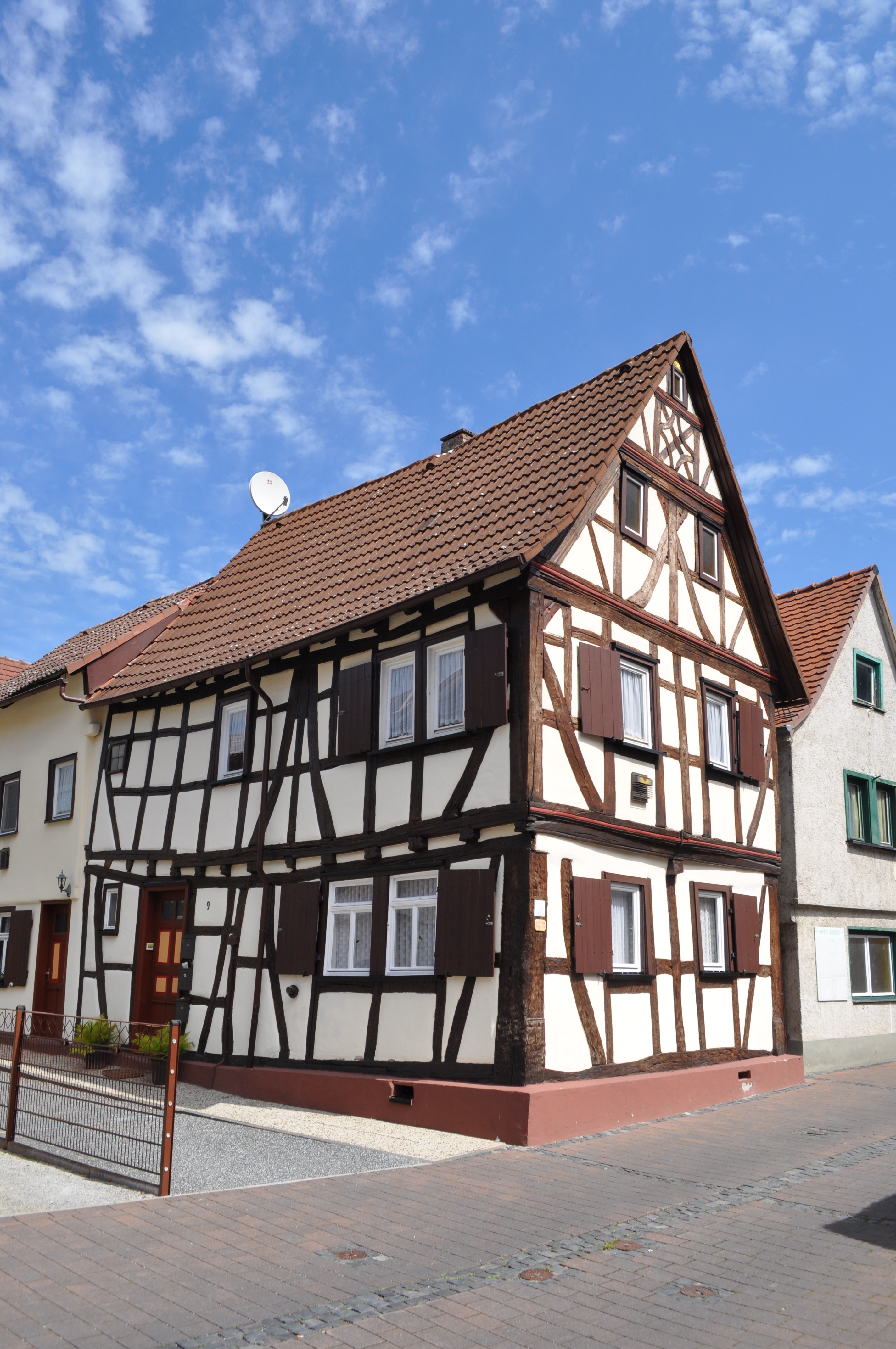
Fachwerkhaus von 1664

Die katholische Pfarrei gehörte von 1232 bis 1803 zum Erzbistum Mainz und war nur vorübergehend (von 1540 bis 1606) durch Übertritt der Stolberger lutherisch (wie bereits oben gesagt). Von 1803 bis 1821 gelangte sie zum Generalvikariat Aschaffenburg und war anschließend bis 1836 dem Papst in Rom direkt unterstellt. Danach gehörte sie zum neuen Bistum Mainz, wobei zwischen den Kirdorfern und Bischof Ketteler stets eine gute Beziehung bestand. Dieser weihte auch 1862 die gewaltige St. Johanneskirche, die – als größter Kirchenbau im Vordertaunus – im Volksmund den Namen Taunusdom erhielt. Die Kirche wurde vom Architekten und Mainzer Dombaumeister Ignaz Opfermann (1799–1866) in einer Modifikation des byzantinischen Stils erbaut. Die Orgel (Hauptwerk) führte der Mainzer Orgelbaumeister Hermann Dreymann aus. – Seit dem Jahre 1884 ist die Pfarrei Bestandteil des Bistums Limburg.
1849 wurde der erste Bürgermeister gewählt, Johannes Raab.
Die Kirdorfer Bevölkerung lebte über Jahrhunderte hinweg von der Landwirtschaft in Kombination mit der Leinenweberei. 1820 wurden in Homburg die Heilquellen wiederentdeckt; schnell entwickelte sich dort ein florierender Kurbetrieb. Die Kirdorfer erkannten ihre Chance und erlernten Handwerksberufe, die in der aufstrebenden Nachbarstadt benötigt wurden: Die meisten der aus Kirdorf stammenden Maurer, Zimmerleute und Schreiner, die Händler, Bauern wie auch die Tagelöhner, Wäscherinnen, Kutscher, Dienstmädchen, Postboten verdankten ihr Einkommen dem Kurbetrieb von Homburg. 1854 legte der preußische Gartenarchitekt Peter Joseph Lenné auf Kirdorfer und Gonzenheimer Wiesen und Feldern den ersten Teil des Homburger Kurparks an. 1876 wurde ein ausgedehnter Rasen-Tennisplatz erstellt, der erste Tennisplatz auf dem Kontinent. 1890 spielte man auf Hartplätzen aus gemahlener roter Schlacke, was schnell zum Standard moderner Tennisplätze wurde.
Im 19. und Anfang des 20. Jahrhunderts gründeten die Kirdorfer viele Vereine, von denen die meisten heute noch aktiv sind. Überhaupt ist das Kirdorfer Vereinsleben eines der aktivsten der Stadt.
1866 verstarb der letzte Landgraf von Hessen-Homburg. Die Landgrafschaft (mit Kirdorf) fiel zunächst an Hessen-Darmstadt und wenige Monate später nach dem Krieg von 1866 an Preußen.
Nach der Reichsgründung gab es während des Kulturkampfes zwischen dem liberalen Homburg und dem katholischen Kirdorf heftige Meinungsverschiedenheiten. Dessen ungeachtet errichteten die Kirdorfer ab 1873 ein Schwesternhaus, das am 24. Juni 1874 von Bischof Ketteler eingeweiht wurde.

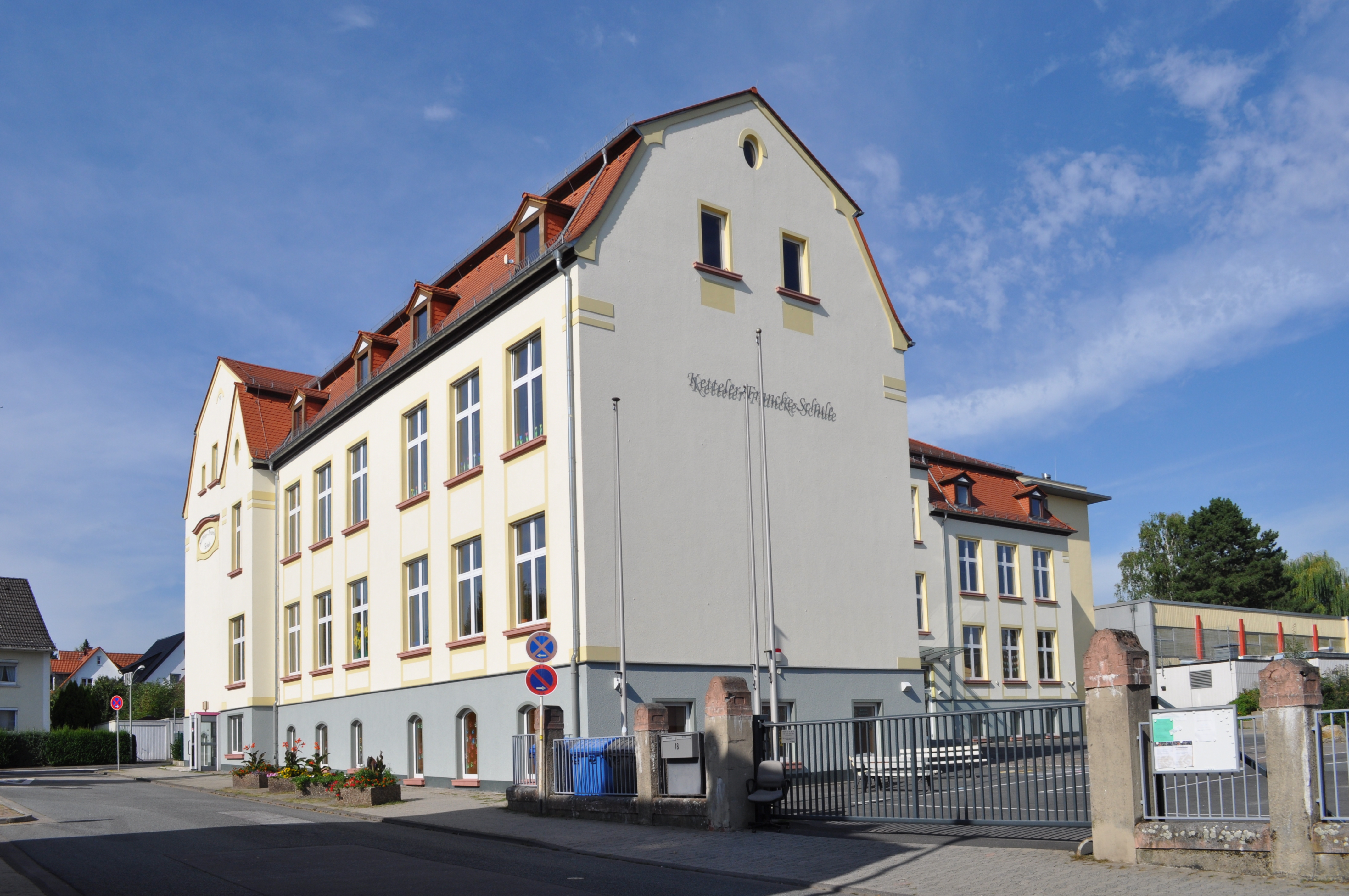
Ketteler-Francke-Schule

Nach langwierigen Verhandlungen und heftigem Widerstand wurde die Landgemeinde Kirdorf 1902 nach Bad Homburg vor der Höhe eingemeindet. Der Eingemeindungsvertrag brachte der Kirdorfer Bevölkerung eine Reihe von Annehmlichkeiten, aber auch den Verlust der Selbständigkeit, was noch Jahrzehnte später zu Widerständen führte. Zu den Errungenschaften zählen unter anderem der 1906 erfolgte Außenputz der St. Johanneskirche, die Unterhaltspflicht für den Kirchenbau, das Pfarrhaus und das Schwesternhaus sowie die 1910 eröffnete Bürgerschule II und IV, die heutige Ketteler-Francke-Schule, die die Alte Schule ablöste. 1914 wurde Kirdorf an das elektrische Stromnetz angeschlossen. 1911 fand erstmals wieder ein protestantischer Gottesdienst in Kirdorf statt. 1913 wird die evangelische Gedächtniskirche feierlich eingeweiht.
Im Zweiten Weltkrieg blieben der Ortskern und die Gemarkung Kirdorf weitgehend verschont, am 24. und 25. August 1942 wurden jedoch Brandbomben über dem Ort abgeworfen. Zwar war nur ein ziviles Opfer durch Tiefflieger zu beklagen, aber fast 200 junge Männer aus Kirdorf verloren als Soldaten im Krieg ihr Leben. Dieser endete für die Kirdorfer Zivilbevölkerung am Karfreitag, dem 30. März 1945, durch den Einmarsch US-amerikanischer Truppen. Danach gehörte Kirdorf zur Amerikanischen Besatzungszone. Die US-Militärverwaltung richtete in dem Ort ein kleines DP-Lager zur Unterbringung sogenannter Displaced Persons ein, die in der Mehrzahl aus ehemaligen Zwangsarbeitern aus der Sowjetunion bestanden. Das Lager existierte über die Gründung der Bundesrepublik hinaus bis Mitte der 1950er Jahre.
Eine bisher nicht gekannte Bautätigkeit führte in den folgenden Jahrzehnten zur Überbauung großer Teile der fruchtbaren Kirdorfer Feldgemarkung. Am Hardtwald bildete sich ein Villengebiet, das zu den bevorzugten Wohngebieten im Rhein-Main-Gebiet gezählt wird. Nur ein kleiner Teil der Feld- und Wiesengemarkung blieb unbebaut. Das als Kirdorfer Feld überregional bekannte Gelände wurde 1999 fast vollständig als Landschaftsschutzgebiet und Naturschutzgebiet ausgewiesen (siehe unten); dort befindet sich auch ein Apfelbaummuseum.

## Politik
Für den Stadtteil Kirdorf besteht ein Ortsbezirk (Gemarkung Kirdorf mit Ausnahme des Teils westlich der Saalburgchaussee sowie denjenigen Teil der Gemarkung Bad Homburg v.d.Höhe, der östlich der Saalburgchaussee, nördlich der Bebauung der Saalburgstraße und westlich der Bebauung der Dietigheimer Straße liegt) mit Ortsbeirat und Ortsvorsteher nach der Hessischen Gemeindeordnung. Der Ortsbeirat besteht aus neun Mitgliedern. Bei den Kommunalwahlen in Hessen 2021 betrug die Wahlbeteiligung zum Ortsbeirat Kirdorf 50,70 %. Dabei wurden gewählt: Vier Mitglieder der CDU, zwei Mitglieder des Bündnis 90/Die Grünen und jeweils ein Mitglied  der SPD, der FDP und der „Bürgerliste Bad Homburg“ (BLB). Der Ortsbeirat wählte Hans Leimeister (CDU) zum Ortsvorsteher.

## Sehenswürdigkeiten und Kultur

### Kirchen

#### Taunusdom

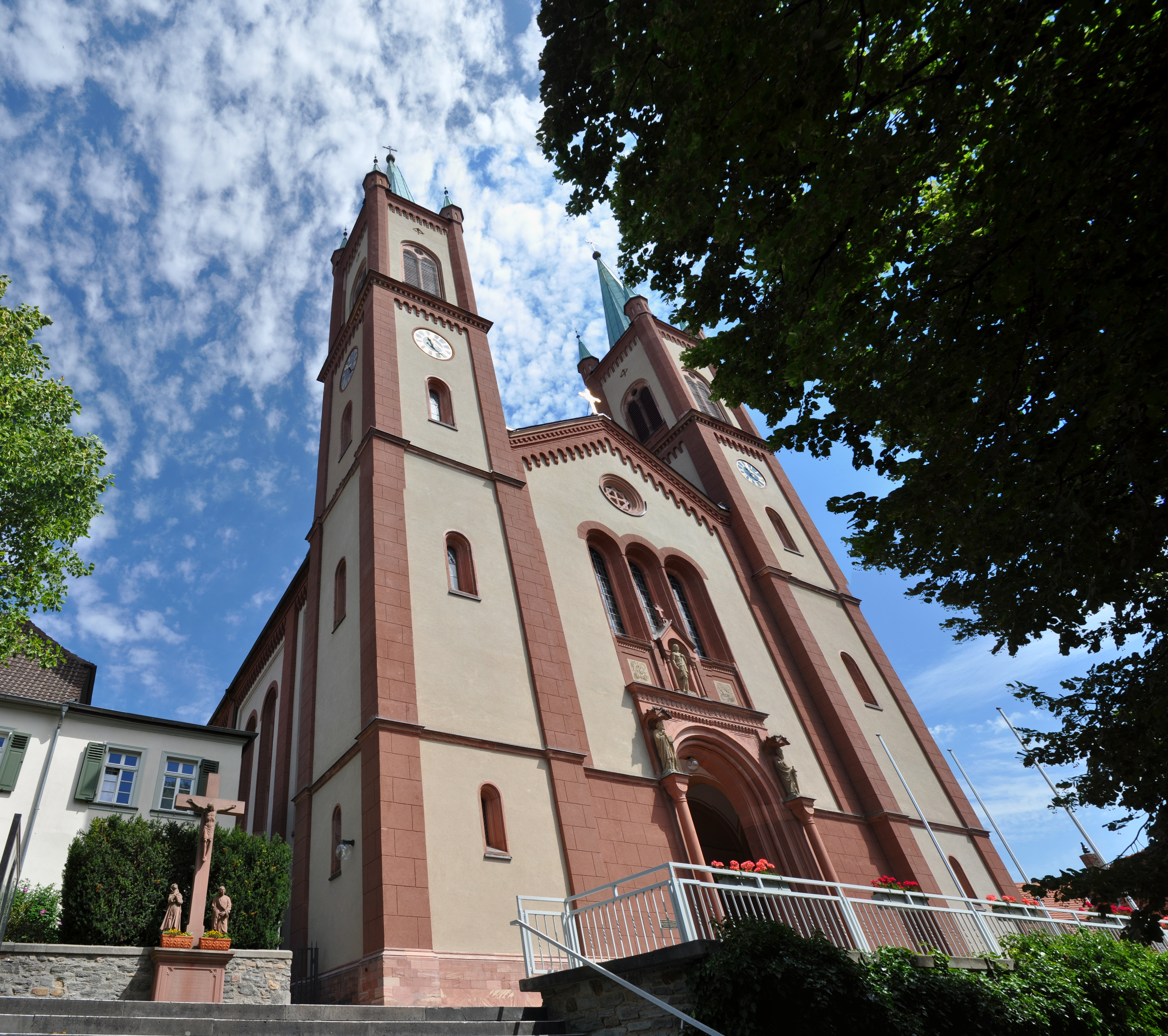
St. Johanneskirche (sog. Taunusdom)

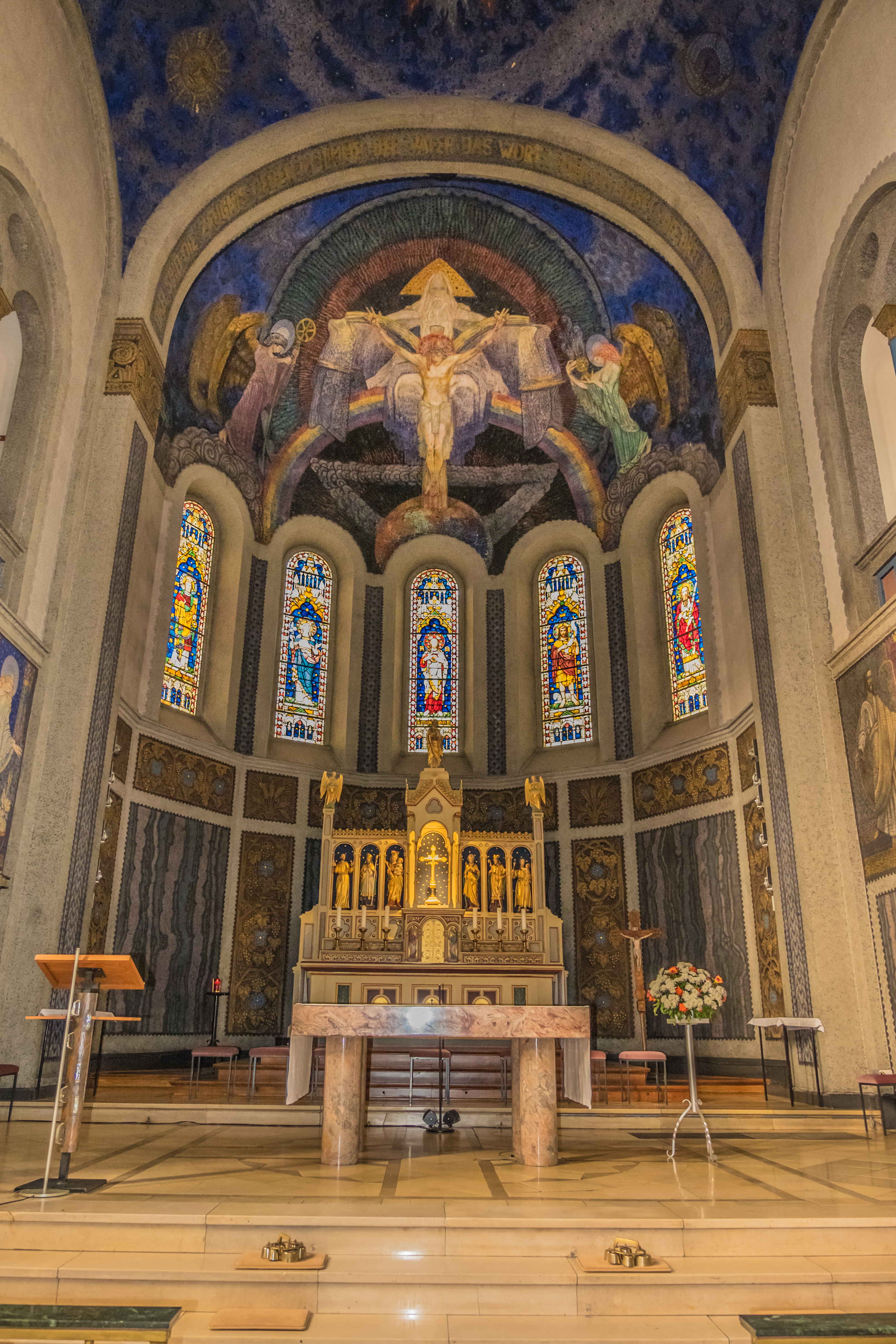
Kirdorf, Taunusdom, Apsis mit Malereien von Augustin Kolb

Als Taunusdom wird die Kirdorfer St. Johanneskirche vielfach bezeichnet. Der Architekt und Mainzer Dombaumeister Ignaz Opfermann (1799–1866) erbaute zwischen 1858 und 1862 die Kirche im spätklassizistischen Rundbogenstil. Auffällig sind die beiden Türme, die zur Bezeichnung als Dom führten.
Im Inneren befindet sich eine Jugendstilausmalung, die 1923 bis 1925 vom Günterslebener Kirchenmaler Augustin Kolb (1869–1942) und seinen drei Söhnen erstellt wurde. Der Taufstein stammt aus dem Jahr 1661. Der Hauptaltar wurde in den Jahren 1879/80 als Flügelaltar von den Bildhauern Jakob Busch (1860–1916) und Karl Kreis (1861–1882) aus Hanau-Steinheim hergestellt. Die Kanzel von 1862 ist mit fünf vergoldeten holzgeschnitzten Reliefs aus dem Jahr 1925 von Alban Kolb geschmückt.
Die Orgel des Mainzer Orgelbaumeisters Hermann Dreymann steht seit 1974 als größte und im Bistum Limburg einzig gut erhaltene Orgel unter Denkmalschutz.

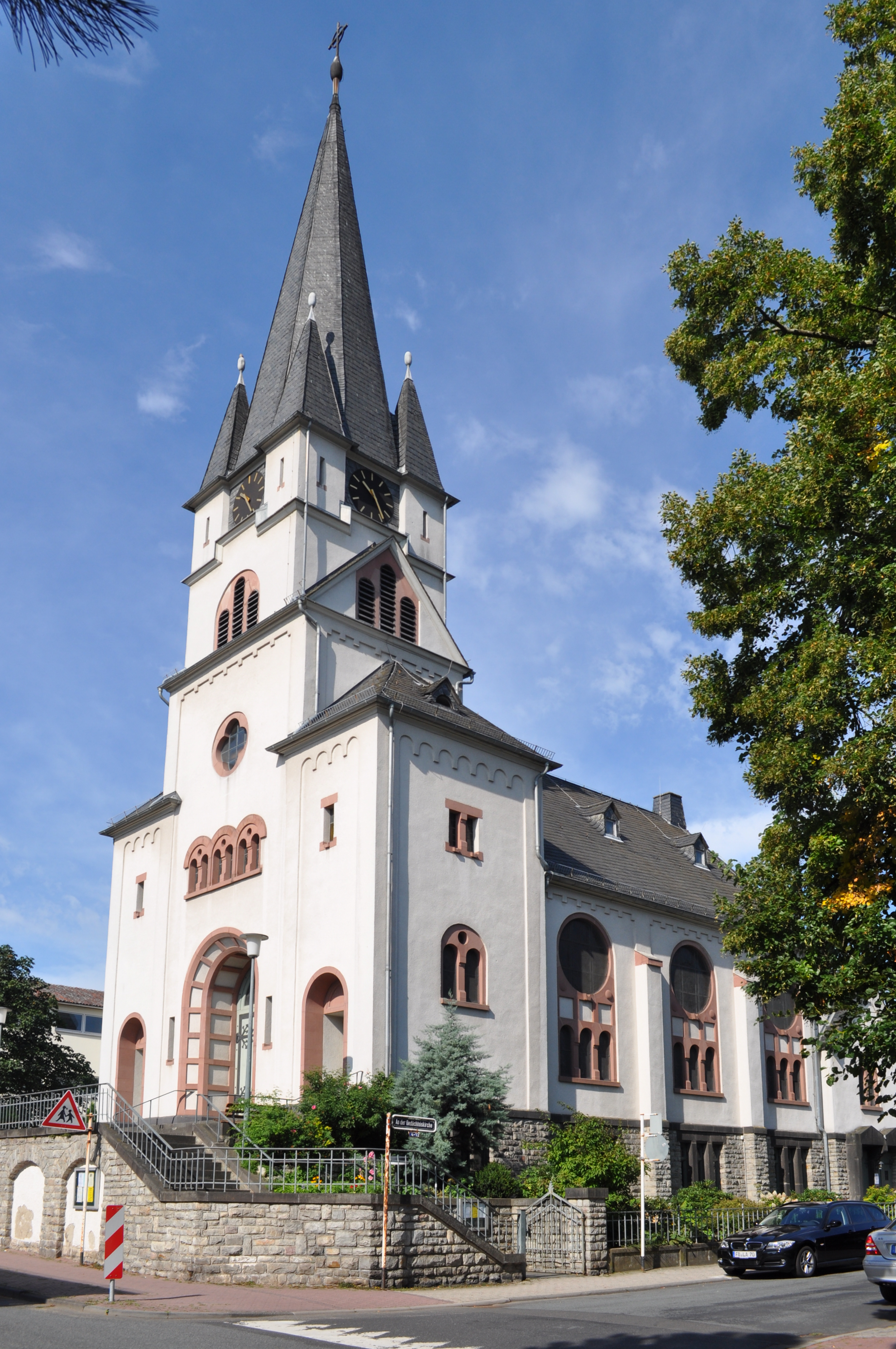
Evangelische Gedächtniskirche

#### Evangelische Gedächtniskirche
Koordinate: 50° 14′ 16,4″ N, 8° 36′ 28,9″ O
Spätestens mit der Eingemeindung des katholischen Kirdorf in das evangelische Bad Homburg 1902 stieg die Zahl der Protestanten in Kirdorf an, so dass sich der Bedarf für eine evangelische Kirche ergab. Mit Hilfe einer Stiftung des Bad Homburger Ehepaars Dippel wurde die evangelische Gedächtniskirche errichtet und 1913 eingeweiht.
Kanzel, Altar, Kronleuchter und der Taufstein in der Taufkapelle sind eine Schenkung von Kaiser Wilhelm II. Sie stammen aus der Bad Homburger Schlosskirche, wo sie nach dem Bau der Erlöserkirche nicht mehr benötigt wurden.
Die Orgel der Firma Kern (Straßburg) stammt aus dem Jahr 1988. 2002 wurde der Innenraum restauriert. Auffällig sind insbesondere die Glasfenster, vor allem die Rosette über dem Altar. In diesem Fenster wird Christus bei der Bergpredigt in leuchtenden Farben gezeigt.

### Freizeit
In Kirdorf gibt es eine Vielzahl von Vereinen. Diesen wird mit dem Bürgerhaus Kirdorf ein Veranstaltungsort neben den eigenen Vereinshäusern geboten. Sportvereinen steht ein Fußballplatz Wiesenborn sowie das Sportzentrum Nordwest zur Verfügung, dort ist auch eine Minigolfanlage angegliedert.
Seit 2006 wird die Ortsgeschichte im Kirdorfer Heimatmuseum Am Kirchberg 41 (direkt neben dem Taunusdom) präsentiert.

### Natur
Im Nordwesten Kirdorfs befindet sich das Kirdorfer Feld, eine rund 160 Hektar große Streuobstwiesenlandschaft, von der rund 60 Hektar unter Naturschutz stehen. Eine Besonderheit bildet der üppige Bestand an sonst sehr seltenen und besonders schützenswerten Orchideen, insbesondere dem Breitblättrigen Knabenkraut.